# Kubanski zdravstveni sustav
Socioekonomska razvijenost svake zemlja mjeri se indikatorima poput očekivanog životnog vijeka i mortaliteta novorođenčadi. Kuba prema navedenim pokazateljima predstavlja iznimku jer se svrstala uz bok razvijenim industrijskim zemljama. Uz to Kuba ima najrazvijenije javno zdravstvo u Latinskoj Americi te daleko najveći broj doktora po glavi stanovnika. Svi ti uspjesi postignuti su usprkos embargu kojeg su Sjedinjene Američke Države nametnule još daleke 1961. godine.

## Zdravstveni sustav prije Kubanske revolucije
Iako nema sumnje da je kubanski zdravstveni sustav na visokim nivou, prešućuje se činjenica da je Castrova vlada nakon revolucije naslijedila već poprilično napredan sustav. Prema podacima objavljenim u „Journal of the Florida Medical Association” 1958. godine na Kubi su postojale 72 velike bolnice s ukupno 21.000 kreveta. Zajedno s privatnim bolnicama na Kubi je postojalo 34.000 kreveta što iznosi jedan krevet na svakih 190 stanovnika (populacija Kube u 1958. je iznosila 6,6 milijuna stanovnika). Istodobno, smrtnost novorođenčadi je iznosila 32 na 1000 zdravih poroda što je 1957. godine bilo najniže u Latinskoj Americi.
U 1955. godini očekivani životni vijek Kubanaca bio je najveći u Latinskoj Americi i iznosio je 63 godine. Istodobno je prosječni očekivani životni vijek u cijeloj Latinskoj Americi iznosio samo 52 godine. Broj doktora po glavi stanovnika također je bio impresivan. Sa 128 doktora i stomatologa na 100.000 stanovnika Kuba je bila u rangu s Nizozemskom te ispred Ujedinjenog Kraljevstva i Finske.
Glavna karakteristika Kubanskog zdravstvenog sustava prije revolucije bila je nejednakost u mogućnostima pristupa zdravstvenoj skrbi između stanovnika Havane i ostatka zemlje. U Havani je radilo 60 % svih Kubanskih doktora te se tamo nalazilo čak 80 % svih bolničkih kreveta (u Havani je živjelo svega 26 % kubanskog stanovništava). Istodobno je u ruralnom dijelu Kube postojala samo jedna bolnica.

## Zdravstveni sustav nakon revolucije
Uslijed revolucije naglo se povećao mortalitet novorođenčadi. Bila je to direktna posljedica odluke kubanske vlade da se cjelokupni zdravstveni sustav povjeri ministarstvu zdravstva kako bi zdravstvena skrb bila sveopće dostupna u svim dijelovima zemlje. Bila je to zapravo najava procesa nacionalizacije zdravstvenog sustava. Reakcija liječnika bila je momentalna. Više od polovine liječničkog osoblja napustilo je zemlju ostavivši Kubu sa svega 3000 liječnika. Najveći udarac pretrpio je medicinski fakultet u Havani gdje je ostalo svega 16 profesora. U takvim uvjetima Kubanska vlada je početkom 1960. započela s nacionalizacijom zdravstvenog sustava. Iste godine započelo je masovno cijepljenje djece što će u narednom godinama dovesti do nestanka dječje paralize (1962.), malarije (1968.) i dizenterije (1971.).
Neravnopravnost u pristupu zdravstvenoj skrbi između ruralnog i gradskog stanovništva smatrala se riješenom od 23. siječnja 1960. osnivanjem Ruralne zdravstvene službe. Svi kubanski liječnici bili su obavezni prvu godinu nakon diplome raditi u ruralnim područjma čime je nejednakost u pristupu liječničkoj skrbi svedena na minimum.